# Garden Plain
Pour les articles homonymes, voir Garden Plain (homonymie).
Garden Plain est une municipalité américaine située dans le comté de Sedgwick au Kansas. Lors du recensement de 2010, sa population est de 849 habitants.

## Géographie
Située à l'ouest de Wichita, Garden Plain est desservie par la U.S. Route 400.
La municipalité s'étend en 2010 sur une superficie de 0,60 mille carré (1,55 km2).

## Histoire
Garden Plain est fondée en 1884 lors de la construction du Wichita and Western Railroad. Elle doit son nom à ses plaines fertiles, que ses premiers habitants comparaient à des jardins (en anglais : gardens).

## Démographie
Selon l'American Community Survey de 2018, la population de Garden Plain est particulièrement homogène : plus de 98 % de sa population est blanche et parle l'anglais à la maison. Son revenu médian par foyer est de 60 313 dollars, supérieur à celui du Kansas (57 422 dollars) et proche de la moyenne nationale (60 293 dollars). Son taux de pauvreté est de 10,3 % contre 12 % dans l'État et 11,8 % à l'échelle des États-Unis,.